# Полуостров Старицкого
Полуостров Старицкого — полуостров на севере Тауйской губы в Охотском море. Назван в честь российского географа-гидролога Константина Степановича Старицкого. Административно полуостров входит в городской округ Магадан Магаданской области. Собственно город Магадан расположен на перешейке между бухтами Нагаева и Гертнера.

## География

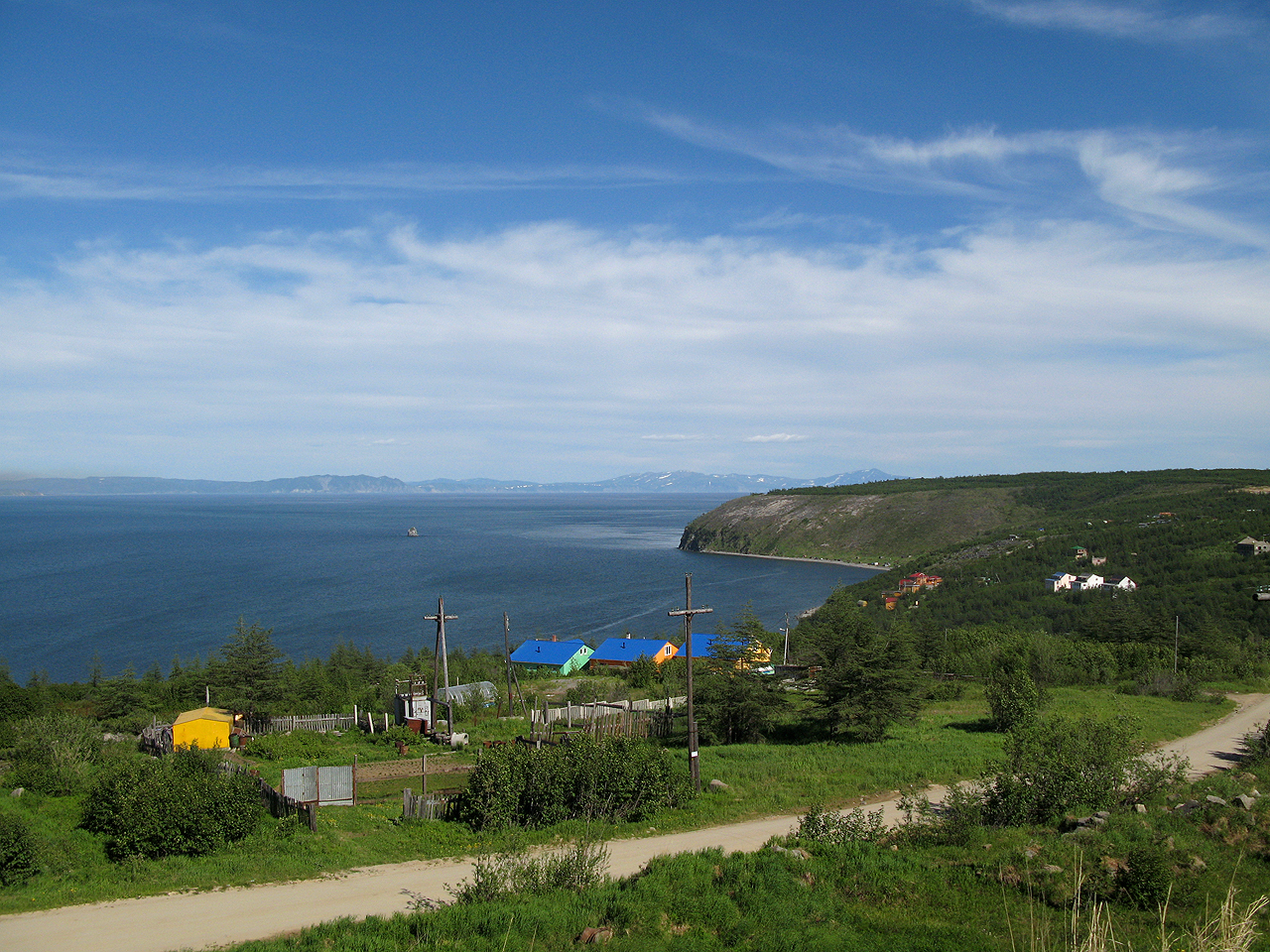
Вид на бухту Гертнера, мыс Красный и остров Кекурный

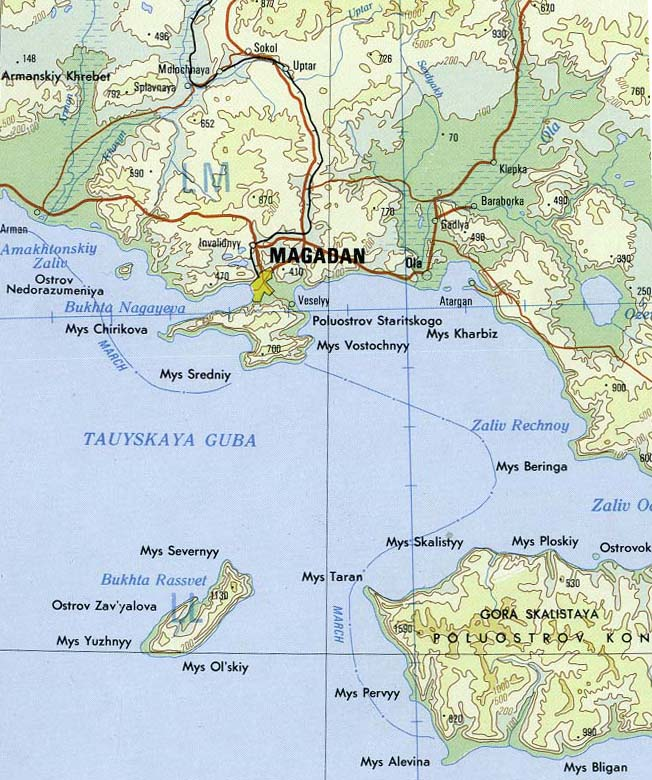
Полуостров Старицкого на карте Тауйской губы

Протяжённость полуострова с запада на восток составляет 30 километров, а с севера на юг — 12 километров.
Вдоль полуострова протянулись две горные гряды, покрытые кедровым стлаником. Высшей точкой является Марчеканская сопка высотой 705 метров. Ещё одна вершина полуострова — Каменный Венец.
С запада в полуостров вдаётся бухта Нагаева, с востока — бухта Гертнера и Весёлая. По внешнему контуру полуострова располагаются бухты Батарейная, Жемчужная (Орлиная), Светлая, Тихая (Берёзовая), Водопадная.
Крайняя западная точка — мыс Чирикова, крайняя южная — мыс Средний, крайняя восточная — мыс Восточный. В виде останцов в гранитоидах встречается габбро (каменный венец).